# Ligogu
ligogu, vrsta specijalne sjekire s Trobrijandskih otoka pred obalom Nove Gvineje, koja služi za dubljenje kanua u deblu. Ligogu, kako se naziva u kirivinskom jeziku, ima sječivo uglavljeno u malenu dršku s pokretnim dijelom kavilali, koje omogućava sječenje pod različitim kutovima u odnosu na ravan udarca.

## Vanjske poveznice
- The Garden and the Sea: A Reanalysis of Trobriand Cosmology  Arhivirana inačica izvorne stranice od 14. listopada 2009. (Wayback Machine)